# Pierre Pansu
Pour les articles homonymes, voir Pansu.
Pierre Pansu, né le 13 juillet 1959, à Lyon est un mathématicien français, membre du groupe Arthur Besse. Il est professeur à l'université Paris-Saclay et a enseigné à l'École normale supérieure de Paris (2009-2011).
Son champ de recherche principal est la géométrie.

## Biographie
Il est étudiant à l'École normale supérieure (Paris) (1977-1981), agrégé de mathématiques en 1979, chargé de recherche au CNRS (1983-1990) et directeur du Laboratoire de mathématiques d'Orsay (LMO) (1998-2001).
Pierre Pansu est responsable de la vulgarisation pour le Laboratoire de mathématiques d'Orsay (depuis janvier 2002). Pour ce travail de vulgarisation, il a reçu en 2013 le prix Georges Charpak de l'Académie des sciences.
Dans son champ de recherche, Pierre Pansu s’est intéressé aux géométries non euclidiennes et à la géométrie fractale, tout particulièrement aux groupes de Carnot, et il a inventé la notion de dérivée adaptée à ces espaces qui porte désormais son nom.
Il est le petit-fils de Félix Esclangon, l'arrière petit-neveu d'Ernest Esclangon, et le frère de Robert Pansu, physico-chimiste et directeur de recherche au CNRS-Institut d'Alembert.

## Publications
- Liste des publications
- Pierre Pansu, « Métriques de Carnot-Carathéodory et quasiisométries des espaces symétriques de rang un », Annals of Mathematics, iI, vol. 129, no 1,‎ 1989, p. 1-60 (DOI 10.2307/1971484, lire en ligne)

## Distinctions et récompenses
- Prix Georges-Charpak de l'Académie des sciences (2013)
- Prix Gegner de l'Académie des sciences (1991)
- Médaille d'argent aux Olympiades internationales de mathématiques (1976)[2]
- Lauréat du concours général (1975)